# Nay-dobrata
Nay-dobrata è un singolo della cantante bulgara Andrea pubblicato il 15 maggio 2014.